# Ronan O'Gara
Ronan John Ross O'Gara (San Diego, 7 de março de 1977) é um jogador de rugby union que defende a Seleção Irlandesa de Rugby, apesar de ter nascido nos Estados Unidos. Atua na posição de abertura.
Atualmente, defende o Munster Rugby, da Irlanda, jogando como meia de abertura. Cresceu e começou a jogar na cidade de Cork, e então, com o Munster, foi campeão da Heineken Cup em 2006 e 2008, além de ter chegado à final em 2000 e em 2002. Foi também campeão da Celtic League em 2003 e em 2009. É considerado um sinônimo desta equipe. É o maior artilheiro da Heineken Cup, com destaque para o penal que deu a vitória ao Munster na final de 2008, deixando a decisão contra o Toulouse em 16-13.
Com a Irlanda, foi campeão do Seis Nações em 2009, com direito a Grand Slam (100% de aproveitamento). A seleção não vencia a competição desde 1985  e não conseguia o Grand Slam havia 61 anos, quando obtivera seu até então primeiro e único. O'Gara, que é o maior artilheiro da seleção e também do Seis Nações, fez os pontos do título, em um drop goal contra o País de Gales em Cardiff.
O título foi seu maior momento como jogador de seleção: na Copa do Mundo de Rugby de 2003, tinha a concorrência do titular David Humphreys; na de 2011, a posição foi ocupada por Jonathan Sexton. Quando foi titular, na Copa de 2007, a Irlanda caiu na primeira fase. Embora presente em três turnês dos British and Irish Lions, a seleção que reúne Grã Bretanha e Irlanda, ele jamais pontuou por ela, onde também teve grandes concorrentes de posição, como Jonny Wilkinson, só tendo jogado duas vezes. Ainda assim, seus 1.083 pontos pela seleção do trevo fazem dele um dos cinco que chegaram aos mil pontos por seleções, ao lado do mesmo Wilkinson, do neozelandês Dan Carter, do galês Neil Jenkins e do argento-italiano Diego Domínguez.
Foi eleito em 2010 pela ERC o melhor jogador dos últimos 15 anos.